# 인형의 집 (만화)
인형의 집(House of the Marionettes, あやつり屋敷) 은 일본의 공포 만화가 이토 준지의 만화다.

## 수록 이야기
1. 아이스크림 버스
2. 동지의 집
3. 흡연회
4. 중고 레코드
5. 꿈 속의 주민
6. 최면술
7. 인형의 집

## 출판 정보
- 한국
  - 《인형의 집》 (시공사, 1999년 9월 1일 출간) ISBN 9788952702630(8952702638)

## 같이 보기
- 이토 준지